# Discophora odora
Discophora odora är en fjärilsart som beskrevs av Hans Fruhstorfer 1900. Discophora odora ingår i släktet Discophora och familjen praktfjärilar. Inga underarter finns listade i Catalogue of Life.